# Roman Havlík
Roman Havlík (22. prosince 1952, Praha – 8. července 2000, Praha) byl český grafik, malíř, kreslíř a kaligraf.

## Životopis
Roman Havlík se narodil 22. prosince 1952 v Praze jako druhý syn Rosalii a Melchioru Havlíkovým. Matka pocházela ze silně nábožensky založené rodiny z Kyjeva. Otec se narodil v italském Udine, ale život prožil v Čechách. Na život synů měl velký vliv i v jejich dospělosti.
Roman od dětství rád kreslil. Studoval Střední průmyslovou školu stavební ve Zborovské uliciv Praze V. Studium ukončil složením maturitní zkoušky v roce 1970. Na Akademii výtvarných umění se hlásil hned po maturitě, ale nebyl přijat. Studoval jeden akademický rok na VŠCHT v Praze. Pokoušel se o přijetí na AVU, střídal různá zaměstnání (např. průvodčí v tramvaji). Až v roce 1975 uspěl u přijímacího řízení na AVU a studoval v ateliéru Ladislava Čepeláka. V roce 1976 se oženil se Zorou Haškovou, dcerou významného českého imunologa Milana Haška, se kterým se spřátelil.
Spolu s manželkou a jejím bratrem Jiřím se vydali v roce 1977 na cestu do Francie. Navštěvovali expozice známých umělců v Paříži, v Provance a dalších městech, také soubornou výstavu Henryho Moora, který stál u zrodu řady moderních uměleckých směrů včetně kubismu.
V roce 1979 se Romanovi a Zorce narodil syn Adam, po dvou letech syn Michael. Havlík v této době studoval, měli existenční problémy a bydleli v jednom pokoji u Haškových. V roce 1981 zakončil Roman Havlík AVU s červeným diplomem. V diplomové práci se věnoval osobnosti Vladimíra Boudníka, který byl jeho vzorem. Také se přátelil s Boudníkovými přáteli Josefem Hamplem a Alešem Veselým.
Na letní prázdniny jezdili manželé do vily v Hluboké nad Vltavou, kde žily tety Zory, Slavěna Marešová a Milada Marešová. Obě přispěly k Romanovu uměleckému vývoji. Slavěna Marešová vystudovala textilní návrhářství na Vysoké škole uměleckoprůmyslové v Praze a Milada byla malířka a ilustrátorka.
Manželé se přestěhovali v roce 1983 do ulice „U družstva“ (Praha IV). V bytě se scházeli přátelé, umělci a pořádali výstavy a setkání. V roce 1984 začal mít Roman Havlík problémy s alkoholem, to se odrazilo na rodinném soužití a také na jeho tvorbě. Začal pracovat jako restaurátor, pracoval na Svaté hoře u Příbrami, na Kuksu, v Praze na Hradčanském náměstí. Manželé se rozvedli v roce 1988.
Od roku 1994 opět vídal své syny. Alkohol působil Romanovi zdravotní problémy, lékaři mu diagnostikovali cirhózu jater. V devadesátých letech i přes problémy se zdravím, začal tvořit s novou energií. Vystavoval v Polsku, Japonsku a Francii. Se svou přítelkyní Lenkou Kostkovou bydleli v Kouřimi. Chystal se rekonstruovat domek a proto byl nečekaný a blízkými nepochopitelný jeho návrat k alkoholu. Zemřel 8. července 2000 v nedožitých 48 letech.

## Umělecká tvorba

### Období studia
V tvorbě Romana Havlíka je patrný vliv Vladimíra Boudníka, přátel Aleše Veselého a Josefa Hampla. Vzorem mu byl i jeho učitel Ladislav Čepelák. Jeho projev: nitky, provázky, muchlané papíry navazují na strukturální abstrakce šedesátých let Čestmíra Janouška, Antonína Málka, Aleše Veselého, Jana Koblasy. Jeho práce jsou ovlivněny expresionismem, spacialismem, minimalismem, Arte povera a orientalismem.
Doba, ve které Havlík žil a pracoval, nebyla jednoduchá, ani přívětivá k tvořícím umělcům. Jeho díla vznikala od roku 1975, tedy v poslední čtvrtině 20. století. Většina umělců byla nucena tvořit dle politicky žádoucích měřítek. Havlík nebyl členem žádné z výtvarných skupin. „Sdružování“ a názorové kompromisy mu byly cizí. V době po sametové revoluci byla prezentace tvorby jednodušší. Ale Roman Havlík nebyl příliš nakloněn své „sebeprezentaci“, samostatnou výstavu nikdy nerealizoval. Většinou svoje díla prezentoval v rámci společných výstav s kolegy u nás nebo v zahraničí.
První grafické práce vytvořil již při studiu u prof. Čepeláka. V této době vznikly série Starci (1976), Okna (1978–1980), série Pohyb (1977–1984) a Sport (1979–1987). V rané tvorbě se věnoval také kolážím z papíru a kůží, suché jehle, litografii a perokresbě. Náměty litografií byly většinou figurální nebo portrétní. Často se omezoval pouze na černou, bílou a odstíny šedé barvy.

### 80. léta
V 80. letech 20. století vytvořil většinu autorových děl, pokračoval na grafických sériích „Pohyb“ a „Sport“. Sérii Sport rozšířil o témata věnovaná boxu a fotbalu: Box (1981–1983), Fotbal (1982–1987). V tomto období pracoval s různými technikami, věnoval se experimentální perokresbě. Využíval vrstvení, muchlání a protrhávání hedvábného papíru, vznikla série: Linie a tvar (1984–1987). V druhé polovině 80. let tvořil monotypy, perokresby a na zakázku sérii Ryby (1986). Ilustroval knihy, pracoval na přebalech desek a plakátyech. Nově používal spreje a společně s použitím šablon vznikly Sprejované mozaiky (1985). V roce 1986 vytvořil Minimály (tuš na papíře) a skupinu monotypů, kde se věnoval abstrakci, část je věnována koním.

### 90. léta
V 90. letech 20. století pracoval na kolážích a asamblážích, experimentoval s křivítky a rádýlky v kombinaci s tužkou, tuhou a stříbrnými materiály. V tomto období vytvořil jedny z mála akrylů na tvrdém papíře. I zde zůstal u černé a bílé barvy s tóny šedé. Využíval světla a stínu, opakoval motivy technikou plexitisku. Vracel se k motivu koní a vznikla výrazně kolorovaná série perokreseb. Změnou v Havlíkově tvorbě je série velkoformátových barevných sprejů, které „odkazují“ na street art a graffiti. V průběhu své tvorby se věnoval také plastikám z měděných plechů.
Vzhledem k předčasnému úmrtí nebyla jeho práce „ukončena“. Je zastoupen v Národní galerii v Praze, ale veřejnosti není jeho tvorba téměř známa. Zůstal ve vzpomínkách blízkých a přátel. V encyklopedických publikacích jej lze nalézt ve Slovníku českých a slovenských výtvarných umělců 1950-1999 III. H. a v Nové encyklopedii českého výtvarného umění. Existují pouze dvě práce předních českých kunsthistoriků, Magdaleny Juříkové („Kritika společné výstavy Romana Havlíka a Jany Skalické, Chmelnice 2.– 5. 7. 1987“) a Jiřího Machalického, ve kterých je zmíněn.
Tvorba Romana Havlíka je inspirována přírodou, pohybem resp. sportem, východní kulturou a kaligrafií, zahrnuje sociálními motivy. K jeho nejkomplexnějším pracím patří grafické série.

## Výstavy

### Kolektivní výstavy
- 1977 Ukázka z tvorby mladých výtvarných umělců, Paříž 1977
- 1982 Roman Havlík, Jaroslav Horálek, Helena Horálková, Jaroslav Hylas, Boris Jirků, Zdeněk Řehořík, Mikrobiologický ústav ČSAV, galerie, Praha
- 1983 Mladí realisté, státní zámek Staré Hrady
- 1985 Konfrontace, Hodonín
- 1986 Drobná grafika pražských umělců, palác kultury, Praha
- 1986 Mezinárodní výstava tisků nezávislých, Kanagawa prefectural gallery, Japonsko
- 1987 Česká grafika, Würth am Main
- 1987 Konfrontace VI, Špitálská ulice, Praha 10, Vysočany[4]
- 1987 Roman Havlík: Grafika, Jana Skalická: Grafické objekty, Junior klub Na chmelnici, Praha
- 1988 Z nových zisků Národní galerie v Praze z let 1984-1986, 4. část, Městská knihovna Praha, Praha
- 1988 Rockfest 88, Palác kultury, Praha
- 1989 Současná česká grafika, Mánes, Praha
- 1990 Československá koláž, Galerie Zámeček - Ernestinum, Příbram
- 1990 Ladislav Čepelák a jeho škola, Mánes, Praha
- 1996 Bienále kresby Plzeň
- 1996 Bienále české grafiky Ostrava, Dům umění, Ostrava
- 1997 Česká koláž, Palác Kinských, Praha
- 1999 Světla - stíny - odlesky, Muzeum Kroměřížska, Kroměříž [5]

### Aukce, předaukční výstavy
- 1992 Česká kresba, předaukční výstava, Galerie R, Praha
- 1992 Česká kresba, Aukce, Galerie R, Praha
- 2015 Moderní a současné umění: předaukční výstava, European Arts Investments, Praha
- 2015 Moderní a současné umění: Aukce, Obecní dům - výstavní sály, Praha
- 2015 Výběr výtvarného umění, předaukční výstava, European Arts Investments, Praha 1
- 2015 Výběr výtvarného umění: Aukce, Obecní dům - výstavní sály, Praha